# Neuropsykologisk utredning

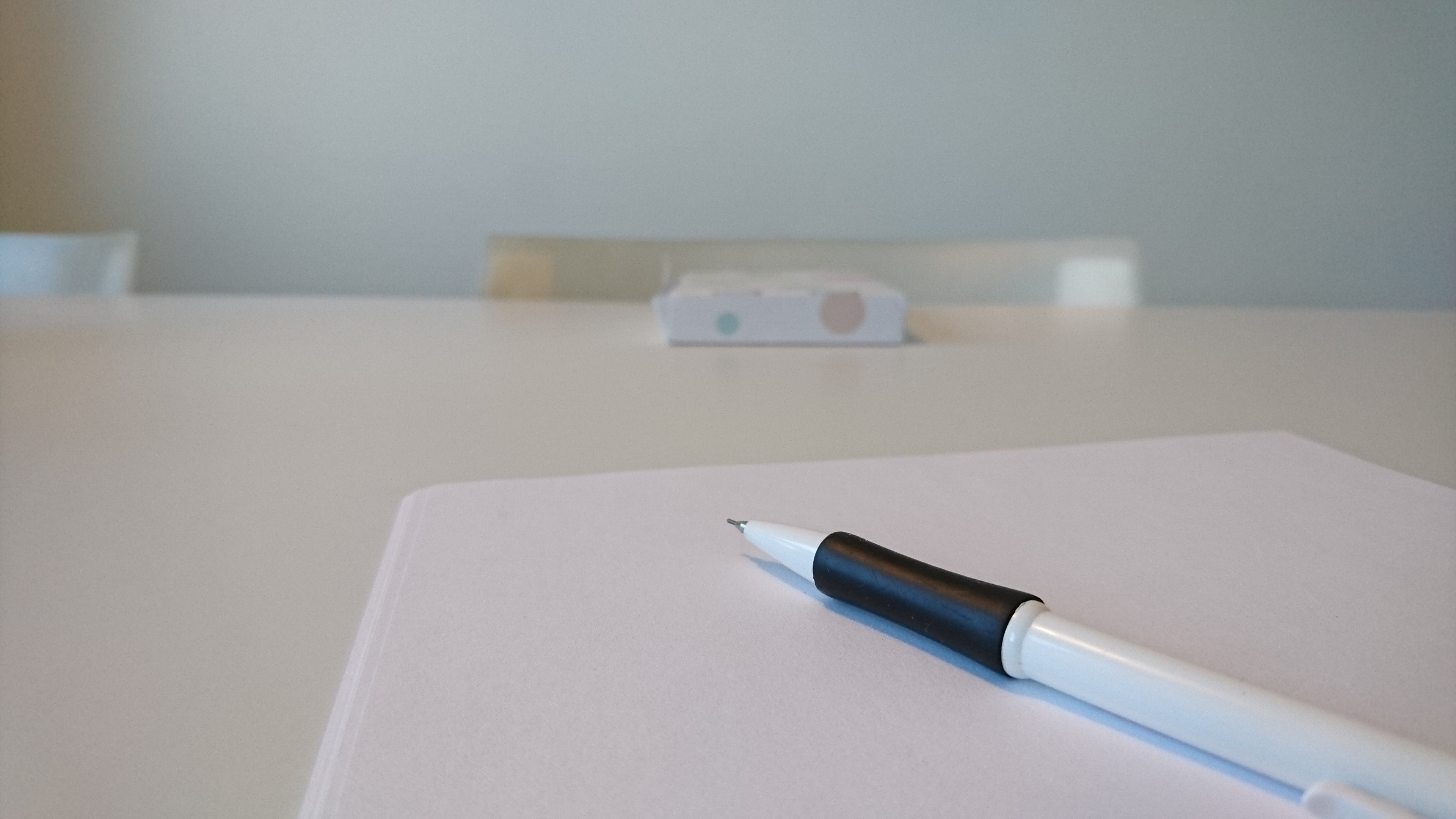
Testsituation för ett psykologiskt test

En neuropsykologisk utredning utförs av en psykolog och har som syfte att kartlägga olika funktionsområden hos personen som blir testad. Anledningen till att en person behöver genomgå en neuropsykologisk utredning kan variera. Gemensamt för personerna är att det finns en undran hos personen själv, anhöriga och/eller exempelvis skola, arbetsförmedling eller sjukvård om personen har svårigheter inom ett eller flera funktionsområden, om dessa svårigheter är så stora att de uppfyller kriterierna för en diagnos samt hur personen kan hjälpas på bästa sätt. Svårigheterna kan vara medfödda eller förvärvade exempelvis genom skada eller sjukdom. Både vuxna och barn kan genomgå en neuropsykologisk utredning. 
Till funktionsområden räknas:
- Uppmärksamhet och exekutiva funktioner
- Språkliga funktioner
- Sensomotoriska funktioner
- Visuospatiala funktioner
- Minne och inlärning
- Socialt samspel och kommunikation

När en neuropsykologisk utredning genomförs börjar psykologen med en allmän psykologisk bedömning. I den kan ingå exempelvis begåvningstest, intervju om uppväxt och utveckling, skattningsskalor om hur man fungerar i olika situationer och vad man klarar i vardagen. Därefter kan fler specifika funktionsområden testas. Vilka test som psykologen väljer beror på vad psykologen behöver veta mer om, både utifrån den frågeställning som har föranlett utredningen, men också utifrån vad som framkommit vid den allmänna psykologiska bedömningen. De funktionsområden som testas skall ge en bild av hur viktiga förmågor som används i det verkliga livet fungerar för personen.  Till skillnad från exempelvis ett blodprov för att utreda fysisk sjukdom så kräver neuropsykologisk testning ett aktivt deltagande av testpersonen, och det är till stor del ett samarbete mellan testperson och psykologen som administrerar testet.
Många test är så kallade psykometriska test, test där svaren poängsätts och sätts samman till en numerisk skala. Personens poäng kan sedan jämföras med hur personer generellt presterar på det aktuella testet. Testet är i dessa fall normerat, det är alltså provat på en stor grupp människor där man har fått fram en så kallad normalfördelning. Genom att sedan jämföra det resultat som personen som testas får med normeringen kan psykologen undersöka om personen klarar ungefär lika mycket som andra, eller om personen har betydligt svårare (eller lättare) än andra inom ett visst eller flera funktionsområden. 

En neuropsykologisk bedömning är ofta en del av neuropsykiatrisk utredning. Denna görs i samarbete med läkare och ibland även med andra professioner, som arbetsterapeut och logoped. Bland annat neuropsykiatriska funktionsnedsättningar som ADHD och autism utreds genom en neuropsykiatrisk utredning. 

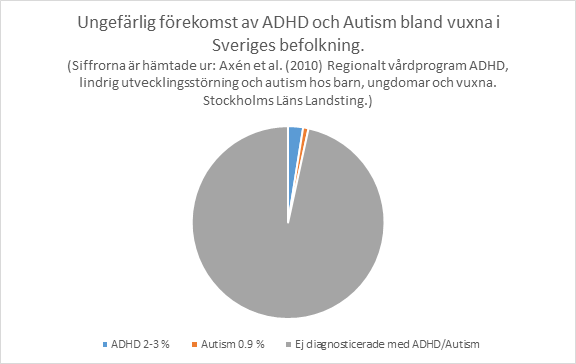
ADHD och autism hos vuxna i Sverige.

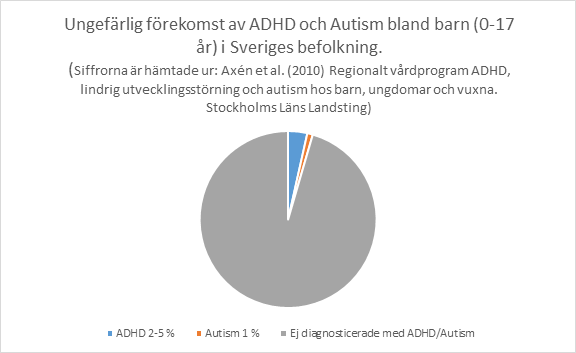
ADHD och Autism hos barn (0-17) i Sverige.

En utredning skall alltid leda fram till ett utlåtande där de resultat som psykologen kommit fram till finns redovisade. Det skall vara en kartläggning över personens styrkor och svårigheter, en eventuell diagnos samt rekommendationer om vilken typ av hjälp som personen behöver. Resultaten bör också ges till testpersonen muntligt av psykologen i en återgivning.  När ett barn utretts är det viktigt att både barn och föräldrar får återgivning, barnet behöver få information på en åldersadekvat nivå. Detta kan för yngre barn göras exempelvis genom en individualiserad berättelse i sagoform. Det har visat sig att hur återgivning görs kan påverka både föräldrarnas empati och förståelse för sina barn samt vilka anpassningar som behövs, och även barnets förståelse för sig själv. 

## ADHD-utredning enligt nya nationell vård- och insatsprogram
Nationella vård- och insatsprogram har initierad en ny stegvis modell vid utredning för ADHD där utredare utreder stegvis och i den utsträckning som behövs för att kunna ge till personer rätta insatser. Den stegvis modellen beskrivs som att utredare ska kartlägga systematisk, av många olika källor information, fram till den graden som bedöms att det finns tillräckligt med information för att kunna fastställa diagnosen och ge rätt insatser. Personer, sedan kommer att kontinuerlig och systematisk följas upp, så att insatserna kan justeras eller läggas till vid behov. 
En neuropsykologisk utredning kan till exempel användas till att göra habilitering- , rehabiliterings- eller behandlingsplaner. 
Det finns fler syften med att genomföra en neuropsykologisk utredning:
- Differentialdiagnostisering
- Bestämma aktuell status
- Dokumentera förändringar (efter neurokirurgi eller behandling)
- Forskning[9]